# Tapissière
Cet article concerne le moyen de transport. Pour le métier, voir tapisserie.

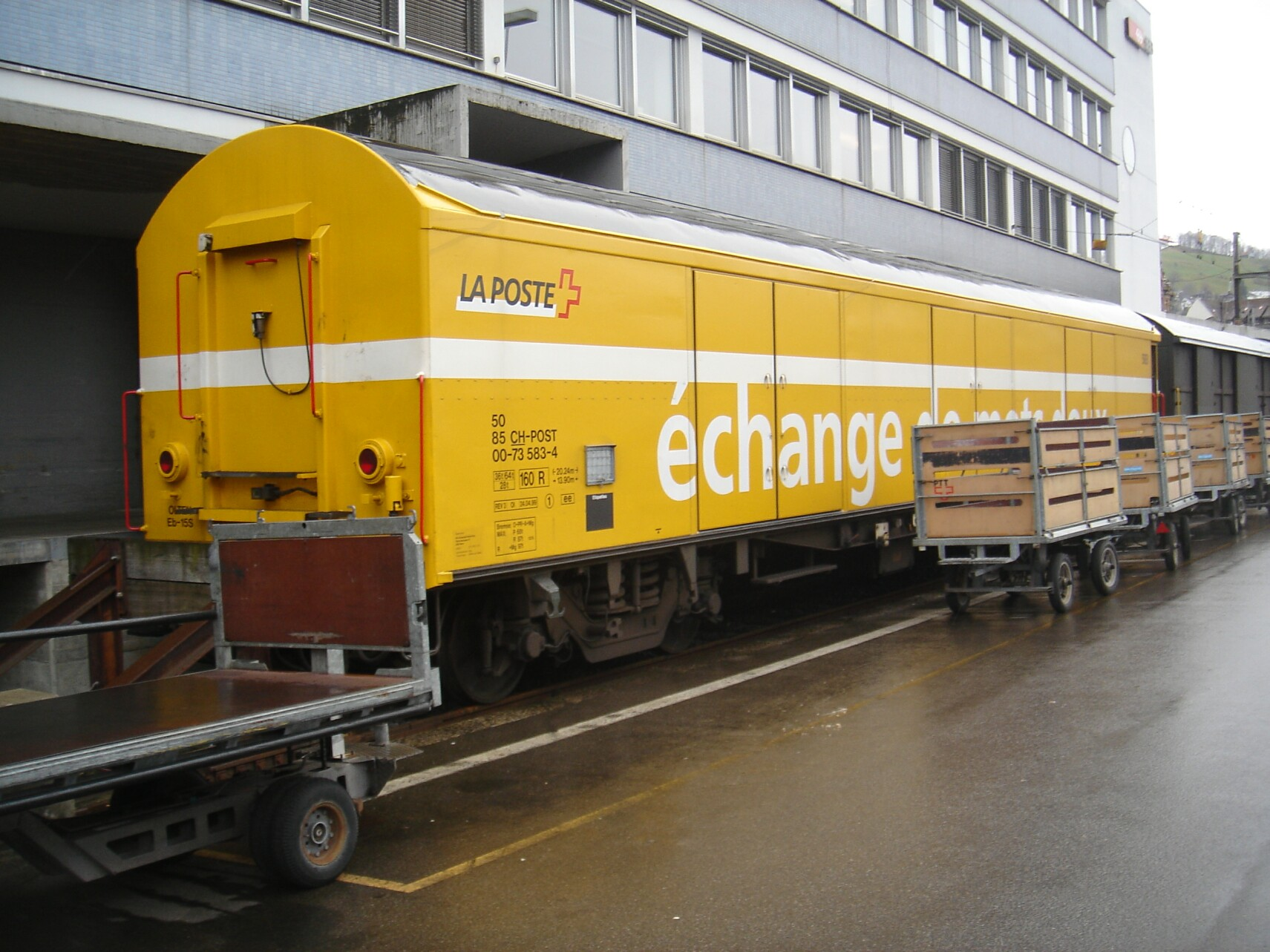
Allège postale suisse, au premier plan des tapissières postales

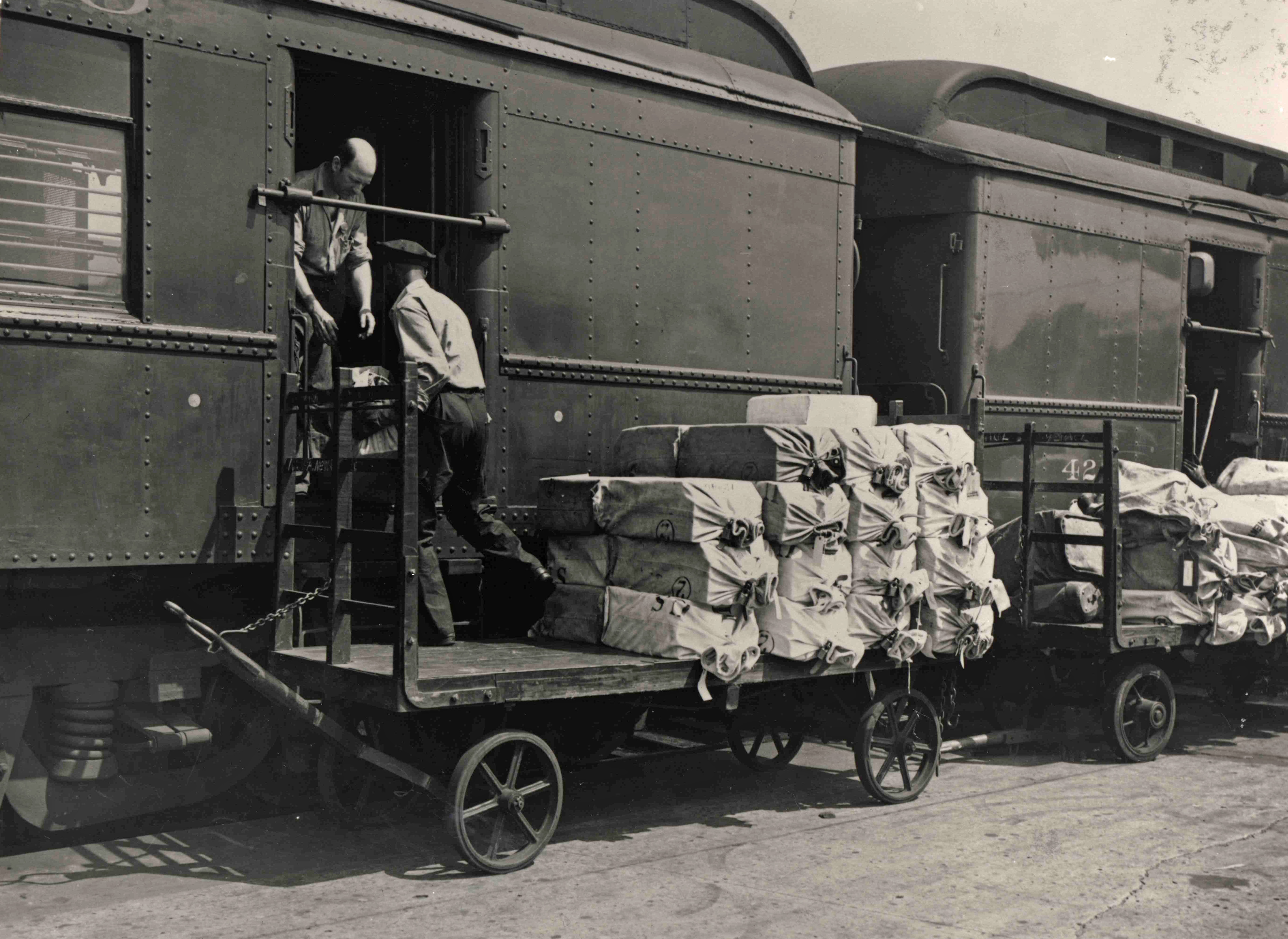
Des sacs de courrier sur tapissière sont chargés sur un Post Office du chemin de fer (RPO) en 1925.

Une tapissière est une voiture hippomobile à quatre roues ;  léger et généralement ouvert de tous côtés (pouvant parfois être fermé), il sert principalement aux tapissiers pour transporter des meubles, des tapis, etc. L’accès à la caisse se fait par l’arrière.
C'est aussi un véhicule type coupé ou omnibus dont les côtés et l'arrière sont des ridelles et qui ne transporte que des personnes.  Il a deux banquettes parallèles et l'entrée se fait par l'arrière
De nombreuses voitures de même type servent à divers corps de métiers, ainsi la laitière ou la poste.